# Anthony Myles
Anthony Myles (Dover, 16 giugno 1992) è un ex cestista statunitense.